# Tucapel
Pour les articles homonymes, voir Arauco (homonymie).
Tucapel (en mapudungun eau calcaire) est une commune du Chili faisant partie de la province de Biobío, elle-même rattachée à la Région du Biobío. La principale agglomération de la commune est Huipei. En 2012, la population de la commune s'élevait à 13 497 habitants. La superficie de la commune est de 915 km2 (densité de 15 hab./km2),.

## Historique
La première implantation espagnole est un fort créé en 1603 par Alonso de Ribera dans le cadre du système de défense de la frontière chilienne du sud contre les attaques mapuches. Tucapel reprend le nom d'un ancien fort implanté plus au sud et perdu par les espagnols durant la guerre d'Arauco. Une colonie se développe autour du fort à compter de 1668 mais le celui-ci est détruit durant le soulèvement mapuche de 1723. Le village et sa garnison sont transférés par la suite au bord du rio Laja.

## Situation
Le territoire de la comme est délimité sur deux de ses côtés par le rio Laja. La commune se trouve à 443 kilomètres à vol d'oiseau au sud-sud-ouest de la capitale Santiago et à 41 kilomètres à l'est-nord-est de Los Ángeles capitale de la Province de Biobío.

Position de Tucapel(en rouge) au sein de la Région du Biobío.

## Galerie

0
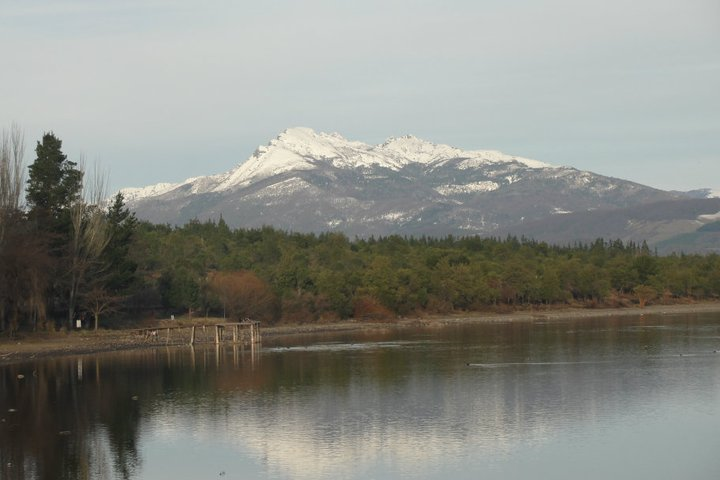
La Serra Belluda vue depuis Huépil
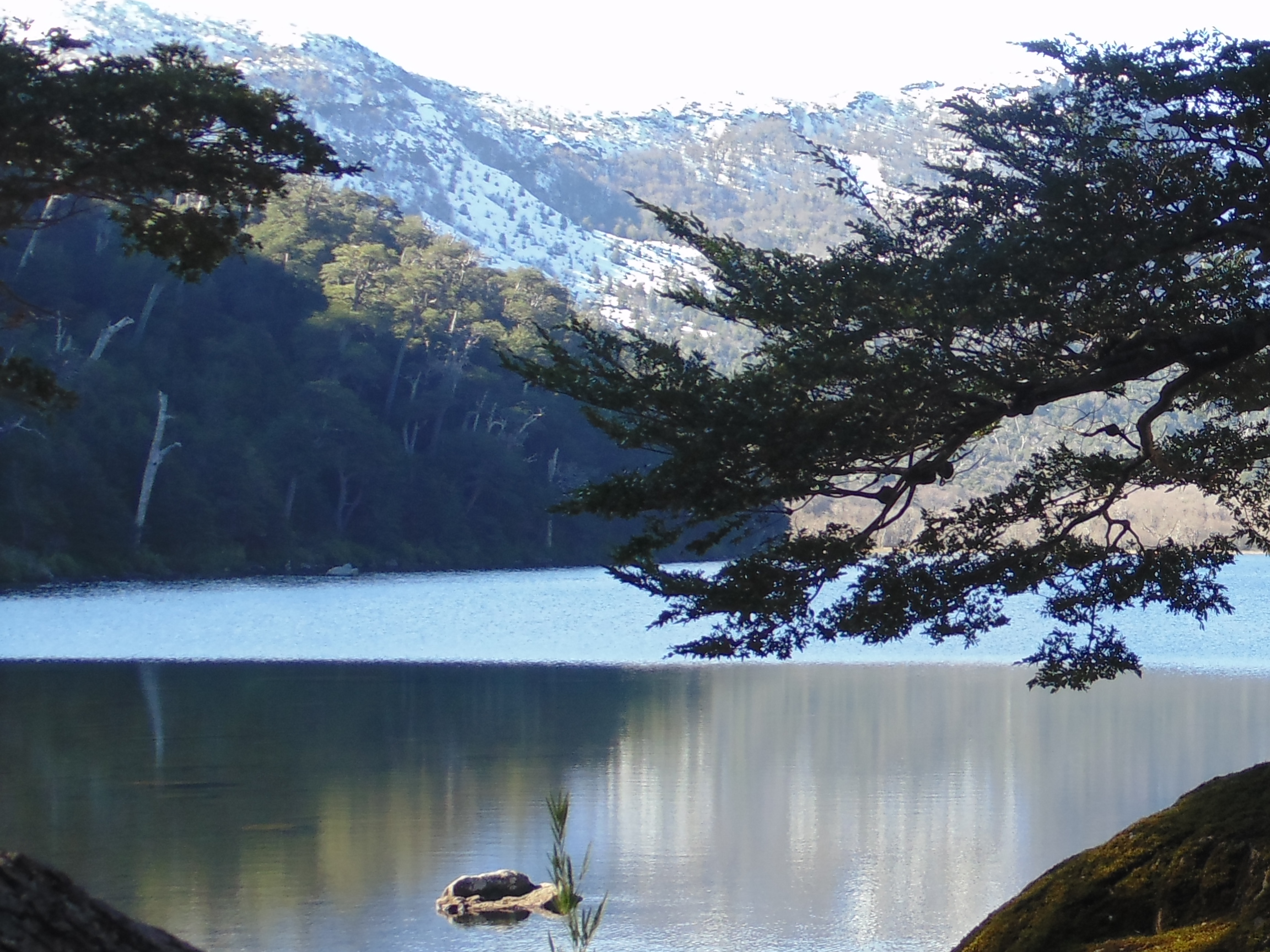
Laguene del Manco
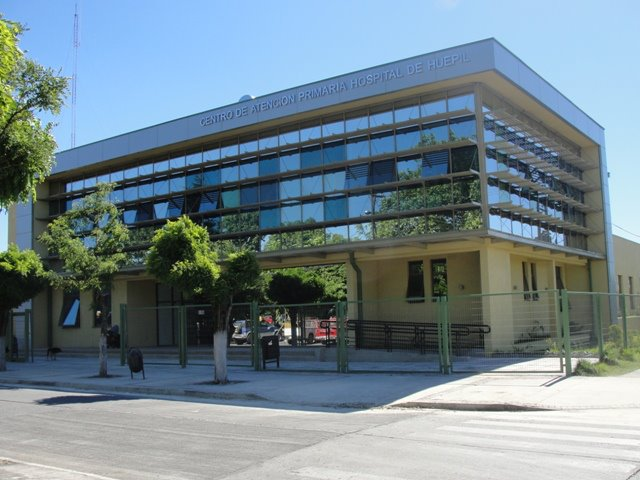
Hôpital de Huepil